# 反射望遠鏡

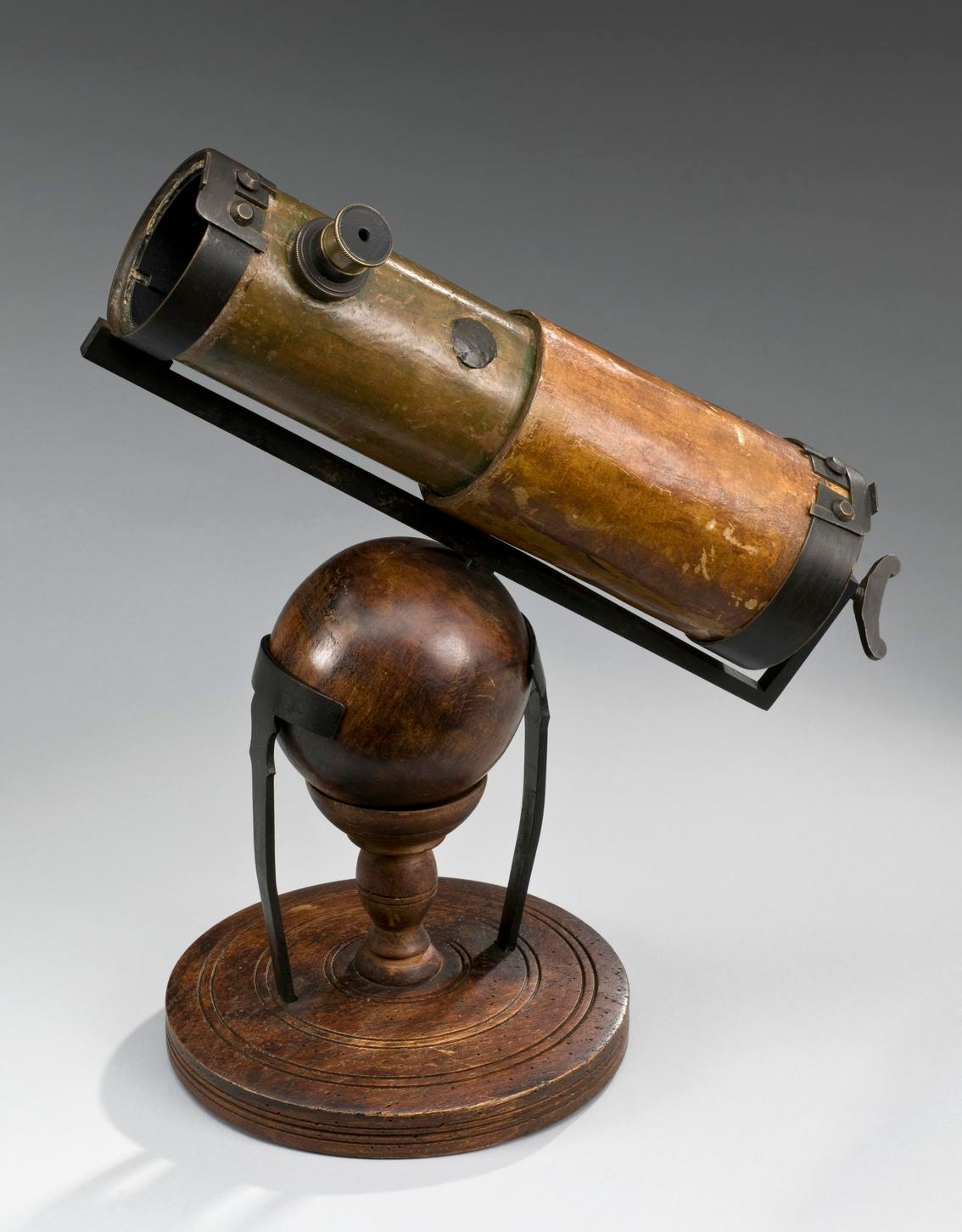
1668年に王立協会へ寄贈されたニュートンが作った2番目の反射望遠鏡のレプリカ

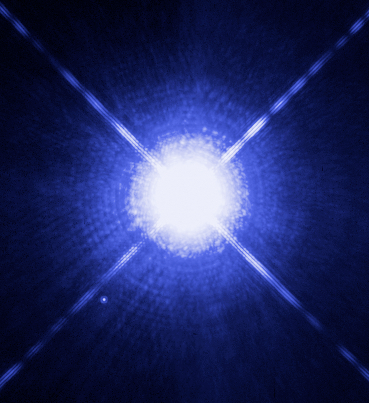
リッチー・クレチアン式反射望遠鏡であるハッブル宇宙望遠鏡がとらえたシリウスAの画像。副鏡を支える支柱を回折した十字型の光のスジ回折スパイク、円形開口を通過した光が作る同心円状のエアリーディスク

反射望遠鏡（はんしゃぼうえんきょう、Reflecting telescope ）は、鏡を組み合わせた望遠鏡である。
17世紀に、アイザック・ニュートンによって反射望遠鏡(ニュートン式望遠鏡)が発明された。
天文台などの天文学分野に使われる天体望遠鏡のほとんどが反射望遠鏡である。
レンズを組み合わせる屈折望遠鏡では、プリズムのように色（波長）ごとに屈折率が変わり色収差が生じる欠点があり、重いレンズと焦点距離の関係で大型化や倍率に制限がある短所があった。反射望遠鏡は、レンズを使わないことから色の分解が起きず、主鏡を大きくすることで倍率を高めることができ、大口径なものを作りやすいメリットがある。
デメリットとしては、色収差以外の収差（球面収差、コマ収差、非点収差、歪曲収差、像面湾曲など）があることである。球面収差への回答として単純な球面鏡でなく放物面鏡を用いることで解決させられる。また、その他の収差もリッチー・クレチアン式望遠鏡などのように反射屈折光学系の工夫で補正を行うことで改善が行える。
そのほか、反射望遠鏡の副鏡や斜鏡・検出器などを支える梁（スパイダー）によって光が回折することで、光を発する星の周囲に光の筋（回折スパイク）ができる。回折スパイクと円筒形構造によって生まれる同心円状の回折された光エアリーディスクによりコントラストが悪い欠点がある。
以下の反射望遠鏡の種類は主に主鏡で収束した光を取り出す焦点位置の違いであり、大型の反射望遠鏡では複数の焦点を持つものもある。

## グレゴリー式望遠鏡

グレゴリー式望遠鏡

イギリスのジェームス・グレゴリーによって考案され1663年の著書に記載されて公表された。主鏡は放物凹面鏡、副鏡は楕円凹面鏡。主鏡の中央に穴があってそこから光を後方に導く形式の望遠鏡である。

## ニュートン式望遠鏡

ニュートン式望遠鏡

アイザック・ニュートンがグレゴリー式望遠鏡を改良して1668年に第一号機を完成した。凹面主鏡で反射させた光を、光軸上前方に置いた斜め45度の平面副鏡で横方向に取り出す形式の望遠鏡である。

## ハーシェル式望遠鏡

ハーシェル式望遠鏡

ウィリアム・ハーシェルが、反射率の低い金属副鏡を使用せず明るい像を得るために考案した形式の望遠鏡である。

## カセグレン式望遠鏡

カセグレン式望遠鏡

17世紀のフランスの司祭ローラン・カセグレンによって発明された。主鏡の光軸上前方に双曲面の凸面鏡（副鏡）を対向させ、主鏡の中央の開口部から鏡面裏側に光束を取り出す形式の望遠鏡である。派生した光学系が多く、クラシカル・カセグレン光学系と呼ぶこともある。

## ドール・カーカム式望遠鏡

ドール・カーカム式望遠鏡

カセグレン式望遠鏡から派生した光学系で、楕円面主鏡、球面副鏡を用いて鏡面研磨を容易にした形式の望遠鏡である。

## リッチー・クレチアン式望遠鏡

リッチー・クレチアン式望遠鏡

カセグレン式望遠鏡から派生した光学系で、広い視野に渡って良い星像を確保するために、双曲面主鏡、高次非球面副鏡を用いて収差を高度に除去した形式の望遠鏡である。

## ナスミス式望遠鏡

ナスミス式望遠鏡

カセグレン式望遠鏡に平面鏡を加え、鏡筒の耳軸に光軸を導く形式の望遠鏡である。観測装置の取り付けが容易になるため大型望遠鏡の多くはナスミス焦点を持っている。

## クーデ式望遠鏡
鏡筒外に導いた光をさらに数枚の鏡やプリズムを用いて赤道儀の極軸内に導く形式である。元々ナスミス式望遠鏡から派生した光学系であるが、ケプラー式望遠鏡をクーデ式にしてある場合もある。接眼部が高度方向だけでなく水平面内でも完全に不動となるため観測に非常に好都合だが、多数の鏡で光路を曲げるために光量の損失が大きく、視野が狭くなる短所もある。

## シーフシュピーグラー式望遠鏡

シーフシュピーグラー式望遠鏡

軸を外した凹面主鏡と凸面副鏡を組み合わせた形式の望遠鏡である。